# Список глав государств в 144 году
Список глав государств в 143 году — 144 год — Список глав государств в 145 году — Список глав государств по годам

## Африка
- Мероитское царство (Куш) — Адекетали, царь (137 — 146)

## Азия
- Армения Великая:
  - Вагарш I, царь (116 — 144)
  - Сохэмос, царь (144 — 161, 164 — 186)
- Западные Кшатрапы — Рудрадаман I, махакшатрап (130 — 150)
- Иберия — Фарсман III, царь (135 — 185)
- Китай (Династия Восточная Хань):
  - Шунь-ди (Лю Бао), император (125 — 144)
  - Чун-ди (Лю Бин), император (144 — 145)
  - Вдовствующая императрица Лян, регент (144 — 150)
- Корея (Период Трех государств):
  - Когурё — Тхэджохо, тхэван (53 — 146)
  - Пэкче — Кэру, король (128 — 166)
  - Силла — Ильсон, исагым (134 — 154)
- Кушанское царство — Канишка I, великий император  (127 — 147)
- Осроена — Ману VIII, царь (139 — 163)
- Парфия:
  - Митридат IV, шах (129 — 147)
  - Вологез II, шах (105 — 147)
- Сатавахана — Шри Пулумави Васиштхипутра, махараджа  (136 — 164)
- Хунну — Доулоучу, шаньюй (143 — 147)
- Япония — Сэйму, тэнно (император) (131 — 191)

## Европа
- Боспорское царство — Реметалк, царь  (132 — 154)
- Ирландия — Конн Сто Битв, верховный король (122 — 157)
- Римская империя:
  - Антонин Пий, римский император (138 — 161)
  - Луций Гедий Руф Лоллиан Авит, консул (144)
  - Тит Стацилий Максим, консул (144)

## Галерея
- Антонин Пий 
 138—161 
 Император Римской империи
- Канишка I 
 127—147 
 Царь (Великий император) Кушанского царства
- Сэйму 
 131—191 
 Император Японии